# Telegramm für X
Telegramm für X ist das neunte Album von Xavier Naidoo. Es erschien Ende 2005 und war nach seinem Solodebütalbum Nicht von dieser Welt  (1998) mit über 800.000 verkauften Alben Naidoos zweiterfolgreichstes Album.

## Entstehung
Telegramm für X ist das neunte Album von Xavier Naidoo und sein drittes Soloalbum. Wer oder was genau sich hinter „X“ verbirgt, bleibt unklar, deutlich ist jedoch, dass es Xavier Naidoo, wie auch schon in den letzten Liedern und Alben, um eine religiöse Botschaft geht. Dies wird schon in den letzten Zeilen des Booklets deutlich: „Ihr wisst wer ihr seid - Gott segne euch“.
Die Titel des Albums wurden in verschiedenen Tonstudios aufgenommen: Die Tracks Und, Bitte frag’ mich nicht, Dieser Weg, Zeilen aus Gold, Oh My Lady, Seelenheil, Wo komme ich her, Du bist wie ein Segen, Was wir alleine nicht schaffen und Bist du am Leben interessiert wurden im Klangzeuger Tonstudio Ma (Philippe van Eecke) aufgenommen. Die Titel Abgrund, Bist du aufgewacht, In DEINE Hände, Danke und zusätzliche Streicher zu Was wir alleine nicht schaffen wurden im Klangstudio Leyh, Sandhausen aufgenommen. Der Titel Sie sind nicht dafür wurde hingegen in Camp Davis aufgenommen.

## Musikstil
Das Album vermischt verschiedene Stile wie R&B, Jazz und Soul. Als Stilmittel wurden unter anderem Sprechgesang, Scratches und Samples verwendet. Die Musik wird jedoch vor allem vom Gesang Xavier Naidoos getragen. Die Lieder sind im Midtempo gehalten und sehr ruhig. Die Texte behandeln neben Naidoos Religionsbekenntnis, welches ihm auch viel Kritikerschelte einbrachte, weltliche Themen wie Liebe (Oh My Lady) und die eigene Herkunft (Dieser Weg). Auch politische Aussagen sind Thema diverser Texte (Abgrund, Sie sind nicht dafür). Das einzige englischsprachige Lied des Albums ist Oh My Lady.
Als Gäste wirken die vier Rapper Pal One, Jonesmann (beide Wo komm ich her), Tone (Bist du am Leben interessiert, Abgrund, Was wir alleine nicht schaffen) und Danny Fresh (In deine Hände) an dem Album mit.

## Chartplatzierungen
| ChartsChartplatzierungen | Höchstplatzierung | Wochen |
| ------------------------ | ----------------- | ------ |
| Deutschland (GfK)        | 1 (77 Wo.)        | 77     |
| Österreich (Ö3)          | 1 (60 Wo.)        | 60     |
| Schweiz (IFPI)           | 1 (63 Wo.)        | 63     |

## Cover
Auf dem Coverbild ist ein blauweißer Hintergrund mit einem weißen „X“ zu sehen. Der Text „Telegramm für“ (links oben) ist klein und ebenfalls weiß geschrieben. Der Künstlername ist in grau rechts oben geschrieben. Das „X“ von „Xavier“ knüpft an das graue Bandlogo, einen (geöffneten) Davidstern an.

## Inhalt
Die Neuveröffentlichung von 2006 erhielt das zusätzliche Lied Danke, während von Was wir alleine nicht schaffen die Single-Version ohne Tones Rap verwendet wurde.

### Audio-CD
1. Und – 4:20
2. Bitte frag’ mich nicht – 5:07
3. Dieser Weg – 4:04
4. Zeilen aus Gold – 5:31
5. Oh My Lady – 5:40
6. Seelenheil – 4:31
7. Wo komm ich her – 4:57
8. Bist du am Leben interessiert – 5:56
9. Abgrund – 4:58
10. Bist du aufgewacht – 4:08
11. Sie sind nicht dafür – 4:27
12. In Deine Hände – 6:10
13. Du bist wie ein Segen – 4:27
14. Was wir alleine nicht schaffen – 3:44
15. Danke – 7:20

## Weitere Versionen
Das Album erschien sowohl in einer Basis- und Standardversion, als auch als Premiumversion mit beigelegter DVD. Diese hat eine Laufzeit von 170 Minuten. Neben den Musikvideos zu acht Liedern des Albums, bietet das Bonusmaterial Einblick in das Privatleben des Sängers.

### DVD-CD
1. Und – 4:20
2. Bitte frag’ mich nicht – 5:07
3. Dieser Weg – 4:04
4. O Live Lait
5. Zeilen aus Gold – 5:31
6. Seelenheil – 4:31
7. Bist du am Leben interessiert – 5:56
8. Abgrund – 4:58
9. Was wir alleine nicht schaffen – 3:44

## Singleauskopplungen
| Jahr | Titel                          | Höchstplatzierung, Gesamtwochen, AuszeichnungChartplatzierungen (Jahr, Titel, , Platzierungen, Wochen, Auszeichnungen, Anmerkungen) | Höchstplatzierung, Gesamtwochen, AuszeichnungChartplatzierungen (Jahr, Titel, , Platzierungen, Wochen, Auszeichnungen, Anmerkungen) | Höchstplatzierung, Gesamtwochen, AuszeichnungChartplatzierungen (Jahr, Titel, , Platzierungen, Wochen, Auszeichnungen, Anmerkungen) | Anmerkungen                                                |
| Jahr | Titel                          | DE | AT | CH | Anmerkungen                                                |
| ---- | ------------------------------ | --- | --- | --- | ---------------------------------------------------------- |
| 2005 | Dieser Weg                     | DE2 (80 Wo.)DE | AT2 (27 Wo.)AT | CH3 (67 Wo.)CH | Erstveröffentlichung: 4. November 2005 Verkäufe: + 150.000 |
| 2006 | Bist du am Leben interessiert? | DE27 (10 Wo.)DE | AT32 (14 Wo.)AT | CH24 (10 Wo.)CH | Erstveröffentlichung: 10. März 2006 mit Tone               |
| 2006 | Zeilen aus Gold                | DE32 (14 Wo.)DE | AT49 (14 Wo.)AT | CH66 (11 Wo.)CH | Erstveröffentlichung: 23. Juni 2006                        |
| 2006 | Danke                          | DE1 Gold · (18 Wo.)DE | AT34 (8 Wo.)AT | CH100 (1 Wo.)CH | Erstveröffentlichung: 21. Juli 2006 Verkäufe: + 150.000    |
| 2006 | Was wir alleine nicht schaffen | DE2 (29 Wo.)DE | AT7 (18 Wo.)AT | CH28 (15 Wo.)CH | Erstveröffentlichung: 3. November 2006                     |

### Dieser Weg
Die als erst erscheinende Singleauskopplung Dieser Weg konnte sich bis Anfang 2007 unter den Top 30 halten. Die Maxi enthält drei verschiedene Mixe des Liedes und einen Bonustrack.
1. Dieser Weg (Radio Edition)
2. Dieser Weg (Instrumental)
3. Dieser Weg (Dusty & Davis 'I Can hear U Remix)
4. Abgrund (Rap Version)

### Bist du am Leben interessiert
Der Song Bist du am Leben interessiert erschien am 21. Februar 2006 und erreichte in Deutschland Platz #27. Der Song wurde bei der Echo-Verleihung 2006 vorgestellt. Dort erhielt Xavier Naidoo den Echo in der Kategorie „Bester Künstler national“ zum zweiten Mal. Auf der Maxi-CD sind folgende Songs zu hören:
1. Bist du am Leben interessiert (Radio Edit)
2. Bist du am Leben interessiert (Band Edit ohne Rap) (feat. Tone)
3. Bist du am Leben interessiert (Rap Version)
4. Bist du am Leben interessiert (Amaze Me Remix)
5. Think It over

### Zeilen aus Gold
Der Song Zeilen aus Gold ist die dritte Singleauskopplung aus dem Album Telegramm für X. Die Single erschien am 23. Juni 2006 und erreichte in die Deutschland als höchste Platzierung Platz #32. In Österreich Platz #49 und in der Schweiz mit Platz #66 nicht einmal die Top 50. Auf der Maxi-CD sind folgende Songs zu hören:
1. Zeilen aus Gold (Radio Remix)
2. Zeilen aus Gold (Live Version)
3. Zeilen aus Gold (Gold Fever Disco Mix)
4. Zeilen aus Gold (Bomm’t-Zag Remix)
5. Zeilen aus Gold (Aural Float Treatment Remix)
6. Zeilen aus Gold (Eletrozeilen Remix)
7. Zeilen aus Gold (Album Edit Download)
8. Zeilen aus Gold (Instrumentaldownload)
9. Zeilen aus Gold (Album Edit Video)

### Danke
Danke ist ein Song, den Xavier Naidoo für die deutsche Nationalelf schrieb, nachdem sie im Halbfinale gegen Italien ausgeschieden waren. Der Song wurde zunächst nur im Internet veröffentlicht, aber dann wegen großer Nachfrage auch als Maxi-CD. In Deutschland stieg der Song sofort auf Platz #1 ein und hielt sich dort 5 Wochen. In Österreich erreichte er die #34 und in der Schweiz gerade einmal Platz #100. Auf der Maxi-CD sind folgende Songs zu hören:
1. Danke
2. Dieser Weg (WM-Version)

### Was wir alleine nicht schaffen
Was wir alleine nicht schaffen ist die letzte Single aus dem Album Telegramm für X. Der Song stieg in Deutschland auf Platz 2 ein und hielt sich mehrere Wochen in den Top 10, in Österreich erreichte der Song mit Platz 7 ebenfalls die Top 10. In der Schweiz erreichte der Song nur Platz 29 und schaffte es so in die Top 30. Auf der Maxi-CD sind folgende Songs zu hören:
1. Was wir alleine nicht schaffen (Rapversion)
2. Was wir alleine nicht schaffen (Bandversion)
3. Was wir alleine nicht schaffen (Radio Remix)
4. Was wir alleine nicht schaffen (Instrumental)
5. Video von der MTV Campus Invasion 2006

Die Rapversion entspricht der ebenfalls geläufigen Album Version, welche auch gekürzt im YouTube-Musikvideo verwendet wurde.

## Besonderheiten
- Die Single Danke wurde erst auf einer Wiederveröffentlichung dem Album hinzugefügt. Vorher hatte das Album nur 14 Titel.
- Auf der DVD-Version ist ein Song O Live Lait dabei, der auf der Audio-CD des Albums nicht vorhanden ist.